# Ijuw
Ijuw è un distretto di Nauru. Fa parte della circoscrizione elettorale d'Anabar.
Ijuw è bagnato dall'Oceano Pacifico e confina con i distretti di Anabar e Anibare. Capo Ijuw è il punto più a est dello stato.
Il distretto ha una superficie di 1,12 km² e una popolazione di circa 300 abitanti.